# Molecular Psychiatry
Molecular Psychiatry – recenzowany periodyk naukowy zawierający artykuły z zakresu psychiatrii biologicznej. Czasopismo powstało w 1996 roku i jest wydawane przez Nature Publishing Group.
Na łamach periodyku ukazują się prace mające na celu poznanie biologicznych mechanizmów leżących u podstaw zaburzeń psychicznych i ich leczenia. Czasopismo kładzie nacisk na badania zarówno przedkliniczne, jak i kliniczne, wliczając w to badania na poziomie komórkowym i molekularnym, badania integracyjne, neuroobrazujące oraz psychofarmakologiczne.
Woluminy mające 5 lat i więcej są udostępniane na zasadzie otwartego dostępu.
W 2015 roku czasopismo było cytowane 15 797 razy, a jego impact factor za ten rok wyniósł 13,314, co uplasowało je na:
- 4. miejscu wśród 142 czasopism w kategorii „psychiatria”,
- 7. miejscu na 289 periodyków w kategorii „biochemia i biologia molekularna”,
- 7. miejscu spośród 256 czasopism w kategorii „neurobiologia”.

Na polskiej liście czasopism punktowanych przez Ministerstwo Nauki i Szkolnictwa Wyższego z 2015 roku „Molecular Psychiatry” otrzymało 45 punktów.
SCImago Journal Rank periodyku za 2015 rok wyniósł 6,790, co dało mu:
- 1. miejsce wśród 83 czasopism w kategorii „neurobiologia komórkowa i molekularna”,
- 3. miejsce na 493 czasopisma w kategorii „psychiatria i zdrowie psychiczne”,
- 16. miejsce spośród 369 czasopism w kategorii „biologia komórki”.